# Pierre Mirat
Pour les articles homonymes, voir Mirat (homonymie).
Pierre Mirat est un acteur français né le 12 février 1924 à Montauban et mort le 16 juillet 2008 à Couilly-Pont-aux-Dames (Seine-et-Marne).

## Biographie
Il fut connu pour les spots publicitaires de produits alimentaires Ducros dans les années 1970 et les années 1980.
Il a notamment joué avec Jean-Paul Belmondo et Lino Ventura dans Cent mille dollars au soleil et Louis de Funès dans Comme un cheveu sur la soupe et Le Tatoué.
Il a été aussi l'un des personnages principaux du premier feuilleton quotidien français Le Temps des copains de Jean Canolle et Robert Guez, dans le rôle de Michel-Ange, le patron du café Les Bons Enfants.
Il est inhumé au cimetière de Martel (Lot).

## Filmographie

### Cinéma
- 1946 : Le Gardian de Jean de Marguenat : Le curé
- 1957 : Comme un cheveu sur la soupe de Maurice Régamey : Un policier au commissariat
- 1957 : À pied, à cheval et en voiture de Maurice Delbez : Viviani, un commerçant du quartier
- 1957 : Charmants garçons d'Henri Decoin : le gendarme
- 1958 : Le Gorille vous salue bien de Bernard Borderie : Un complice de Casa et Léon
- 1958 : Ni vu, ni connu d'Yves Robert : Le restaurateur, client de Blaireau
- 1958 : Miss Pigalle de Maurice Cam
- 1959 : 125, rue Montmartre de Gilles Grangier : Le brigadier Brossard
- 1959 : Archimède le clochard de Gilles Grangier : L'ouvrier du gaz
- 1960 : Le Caïd de Bernard Borderie : Le patron de l'hôtel Cujas
- 1961 : Les Trois Mousquetaires de Bernard Borderie :  L'aubergiste d'Amiens
- 1961 : Cause toujours, mon lapin de Guy Lefranc
- 1961 : Tout l'or du monde de René Clair : Un automobiliste, dans la décapotable
- 1963 : La Porteuse de pain de Maurice Cloche : La Brioche
- 1970 : Le Glaive et la Balance d'André Cayatte : Un juré
- 1964 : Cent mille dollars au soleil d'Henri Verneuil : Halibi, dit "Le sourdingue"
- 1964 : Peau de banane de Marcel Ophüls : Garibaldi
- 1965 : Un milliard dans un billard de Nicolas Gessner : Un brigadier
- 1965 : Paris brûle-t-il ? de René Clément : Le patron du bistro « Médicis »
- 1967 : Le Tatoué de Denys de La Patellière : Le ministre de la Culture
- 1970 : Heureux qui comme Ulysse de Henri Colpi : L'automobiliste à la vieille voiture
- 1970 : Mektoub d'Ali Ghalem : Le chef de chantier
- 1973 : Rêves lubriques (Le amorose notti di Alì Babà) de Luigi Latini De Marchi
- 1973 : La Belle Affaire de Jacques Besnard : Victor
- 1973 : Mais où est donc passée la septième compagnie ? de Robert Lamoureux : Le curé
- 1974 : Les Suspects de Michel Wyn : Le légiste
- 1974 : Impossible... pas français de Robert Lamoureux
- 1977 : Ne me touchez pas... ou Arrête ton cinéma : Le patron du bar
- 1979 : Le Pull-over rouge de Michel Drach : Le président du tribunal
- 1980 : Une merveilleuse journée de Claude Vital : Le bijoutier
- 1981 : Belles, blondes et bronzées de Max Pécas : Le concierge
- 1983 : Le Secret des Sélénites de Jean Image : Voix
- 1985 : Astérix et la Surprise de César de Paul Brizzi et Gaëtan Brizzi : Voix du cuisinier
- 1986 : Astérix chez les Bretons de Pino Van Lansweerde : Voix de Gaulix
- 1988 : Le Dîner des bustes de Moïse Maatouk
- 2000 : T'aime de Patrick Sébastien : Le maire

### Télévision
- 1957 : En votre âme et conscience : L'Affaire Weidmann de Jean Prat
- 1959 : Bastoche et Charles Auguste de Bernard Hecht
- 1959 : Les Trois Mousquetaires de Claude Barma
- 1960 : Le Sire de Vergy (opérette en 3 actes de Flers et Caillavet - musique de Claude Terrasse) - rôle-titre - avec Suzanne Lafaye, Anne Béranger, Lucie Dolène, Jean Rochefort, Jacques Marin - cadre d'émissions "Airs de France" 26 janvier 1960
- 1960 : En votre âme et conscience :  La Chambre 32 de Claude Barma
- 1960 : Le Temps des copains de Robert Guez : Michel-Ange
- 1960 : Du côté de l'enfer de Claude Barma (téléfilm)
- 1960 : Rouge d'André Leroux
- 1962 : L'inspecteur Leclerc enquête de Pierre Badel, épisode : Preuve à l'Appui
- 1962 : L'inspecteur Leclerc enquête de Yannick Andreï, épisode : Les gangsters
- 1963 : La Route série télévisée de Pierre Cardinal
- 1964 : L'Abonné de la ligne U de Yannick Andreï
- 1965 : Droit d'asile (farce-comédie d'André Thalassis), téléfilm de René Lucot : Erode
- 1967 : Au théâtre ce soir : Auguste de Raymond Castans, mise en scène Christian-Gérard, réalisation Pierre Sabbagh, théâtre Marigny
- 1967 : En votre âme et conscience, épisode : L'Affaire Francey de  Claude Dagues
- 1969 : Fortune d'Henri Colpi (série)
- 1971 : Le Voyageur des siècles de Jean Dréville
- 1971 : Au théâtre ce soir : Échec et meurtre de Robert Lamoureux, mise en scène Jean Piat, réalisation Pierre Sabbagh, Théâtre Marigny
- 1972 : La Mort d'un champion d'Abder Isker
- 1973 : La Duchesse d'Avila, feuilleton télévisé de Philippe Ducrest : Lopez
- 1973 : Ton amour et ma jeunesse série d'Alain Dhénaud : Le chasseur
- 1975 : Le Péril bleu de Jean-Christophe Averty : Roussel
- 1975 : Les Zingari (série)
- 1975 : Au théâtre ce soir : Demandez Vicky de Marc-Gilbert Sauvajon, mise en scène Jacques-Henri Duval, réalisation Pierre Sabbagh, théâtre Édouard VII : Freddy
- 1977 : Désiré Lafarge
- 1977 : Au théâtre ce soir : Monsieur chasse ! de Georges Feydeau, mise en scène Alain Feydeau, réalisation Pierre Sabbagh, théâtre Marigny : Cassagne
- 1978 : Pourquoi tuer le pépé ? : Le gendarme Massieu
- 1978 : Les Enquêtes du commissaire Maigret, épisode : Maigret et l'Affaire Nahour de René Lucot
- 1980 : La Vie des autres : La Part des ténèbres de Jean-Luc Moreau : Mansour
- 1980 : Au théâtre ce soir : Peau de vache (pièce de théâtre) de Pierre Barillet et Jean-Pierre Grédy, mise en scène Jacques Charon, réalisation Pierre Sabbagh, théâtre Marigny : Cazenave
- 1981 : Novgorod : Masloviev
- 1981 : Sans famille de Jacques Ertaud, (série) : L'aubergiste
- 1987 : La Calanque (série) : M. Burle
- 1996 : L'Orange de Noël : Bécharel

## Théâtre
- 1957 : Auguste de Raymond Castans, mise en scène Jean Wall, théâtre des Nouveautés
- 1957 : Hibernatus de Jean Bernard-Luc, mise en scène Georges Vitaly, théâtre de l'Athénée
- 1957 : Les Hommes du dimanche de Jean-Louis Roncoroni, mise en scène Georges Douking, théâtre de la Michodière
- 1959 : Le Carthaginois d'après Plaute, mise en scène Daniel Sorano, théâtre du Vieux-Colombier
- 1961 : La vie est un songe de Pedro Calderón de la Barca, mise en scène André Charpak, Festival de Montpellier
- 1961 : Le Petit Bouchon de Michel André, mise en scène Jacques Mauclair, théâtre des Variétés
- 1962 : Flora de Fabio Mauri et Franco Brusati, mise en scène Jules Dassin, théâtre des Variétés
- 1963 : Cyrano de Bergerac d'Edmond Rostand, mise en scène Jean Darnel, arènes de Saintes
- 1963 : Bienheureuse Anaïs de et mise en scène Marc-Gilbert Sauvajon, théâtre Michel
- 1964 : Jo de Claude Magnier, mise en scène Jean-Pierre Grenier, théâtre des Nouveautés
- 1967 : Demandez Vicky de Marc-Gilbert Sauvajon, mise en scène Jacques-Henri Duval, théâtre des Nouveautés
- 1969 : Le Comte de Monte-Cristo d'après Alexandre Dumas, mise en scène Jean Darnel, théâtre antique d'Arles
- 1969 : La Vie parisienne de Jacques Offenbach, livret Henri Meilhac et Ludovic Halévy, mise en scène Jean-Pierre Grenier, théâtre des Célestins
- 1969 : Domino de Marcel Achard, mise en scène Pierre Mondy, Théâtre des Variétés
- 1971 : Échec et meurtre de Robert Lamoureux, mise en scène Jean Piat, théâtre Marigny
- 1974 : Le Siècle des lumières de Claude Brulé, mise en scène Jean-Laurent Cochet, théâtre du Palais Royal
- 1976 : Monsieur Chasse ! de Georges Feydeau, mise en scène Robert Dhéry, théâtre de l'Atelier
- 1978 : Électre de Jean Giraudoux, mise en scène Dominique Leverd, Festival de Bellac
- 1985 : La Femme du boulanger de Marcel Pagnol, mise en scène Jérôme Savary, au théâtre Mogador